# Distretto di Ccapi
Il distretto di Ccapi è uno dei nove distretti della  provincia di Paruro, in Perù. Si trova nella regione di Cusco.